# Pirttiselkä
Pirttiselkä är en kulle i Finland. Den ligger i Rovaniemi i landskapet Lappland, i den norra delen av landet, 800 km norr om huvudstaden Helsingfors. Toppen på Pirttiselkä är 271 meter över havet.
Terrängen runt Pirttiselkä är huvudsakligen platt.Runt Pirttiselkä är det mycket glesbefolkat, med 2 invånare per kvadratkilometer.